# Promise (filme)
Promise é telefilme estadunidense de 1986, dirigido por Glenn Jordan. É estrelado por James Garner, James Woods e Piper Laurie. O filme recebeu os prêmios Emmy, Peabody, Humanitas, Christopher Award, e Globo de Ouro.

## Elenco
- James Garner … Bob Beuhler[2]
- James Woods … D.J.
- Piper Laurie … Annie Gilbert
- Peter Michael Goetz … Stuart
- Michael Alldredge … Gibb
- Alan Rosenberg … Dr. Pressman
- Mary Marsh … Mrs. Post
- Barbara Niven … Joan
- Steven M. Gagnon … Michael
- Raissa Fleming … Lonnie
- Art Burke … Dr. Wexler
- Bob Griggs … Minister
- Janet Baumhover … Mrs. Green
- Charles W. Bernard … Mr. Allison
- Claretta Mariana … Beth
- Virginia Settle … Mrs. Burden
- Diana Van Arnam … Netta